# Torpeda Mark 44
Mark 44 – amerykańska torpeda lekka przeznaczona do działań przeciwpodwodnych zop, przenoszona przez statki powietrzne, okręty nawodne, a także jako element torpedowy rakietotorped ASROC. Torpeda wymagała do ataku wcześniejszego wprowadzenia danych o głębokości i kursie, w następnej jednak fazie samonaprowadzała się na cel akustycznie. Licencja na produkcję tej torpedy została sprzedana za granicę, prawdopodobnie jednak nie jest już dzisiaj produkowana, choć pozostaje wciąż na wyposażeniu marynarek wojennych niektórych państw. W większości jednak przypadków, jako przestarzała, została już zastąpiona torpedą Mk.46.

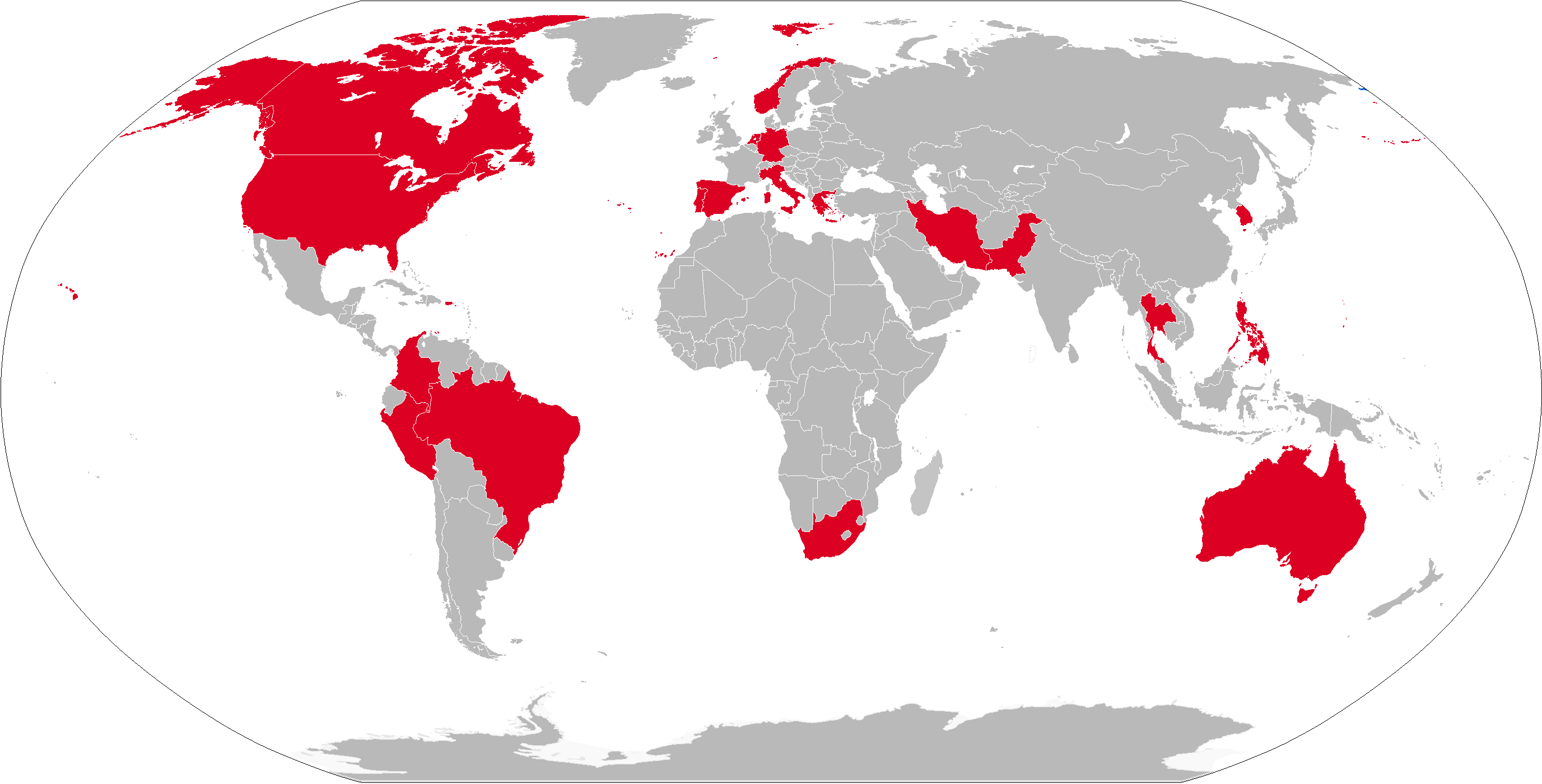
Użytkownicy torped Mk 44